# Thursania voodoalis
Thursania voodoalis là một loài bướm đêm trong họ Noctuidae.